# 小出進 (教育学者)
小出 進（こいで すすむ、1933年3月18日 - 2014年9月10日）は、日本の障害児教育学者。千葉大学名誉教授。新潟県出身。

## 人物
東京教育大学教育学部特殊教育学科卒、東京都立青鳥養護学校教諭、1965年に千葉大学教育学部講師に就任後、助教授、教授、1978年から1983年に千葉大学教育学部附属養護学校校長、1998年定年退官、名誉教授、1998年から2014年に植草学園短期大学教授、福祉学科長、副学長、学長、植草学園大学学長を歴任。

## 著書
- 『講座生活中心教育の方法』学習研究社 障害児教育指導技術双書 1993
- 『生活中心教育の理念と方法』ケーアンドエイチ 2010
- 『知的障害教育の本質 本人主体を支える 小出進著作選集』ジアース教育新社 植草学園ブックス特別支援シリーズ 2014

### 共編著・監修
- 『双書養護・訓練 3 (知能)』加藤安雄共編著 明治図書出版 1975
- 『障害児(者)の生涯と教育 4 精神薄弱』室橋正明共編著 福村出版 1977
- 『精神薄弱児のことばの指導』大熊喜代松共編著 日本文化科学社 1977
- 『講座障害児教育 2 障害児の心理的問題』中野善達共編著 福村出版 1978
- 『心身障害の医学と心理学』西谷三四郎共編集 日本図書文化協会 最新心身障害教育・福祉講座 1978
- 『実践生活単元学習 どの子も生き生きとする学校生活づくり』千葉大学教育学部附属養護学校共編著 学習研究社 障害児教育指導技術双書 1981
- 『講座発達障害 第3巻 精神遅滞 指導法1』責任編集 日本文化科学社 1982
- 『精神薄弱研究の方法』堅田明義,氏森英亜共編 教育出版 1983
- 『遅れた子どもの指導基本生活百科』山口薫、宮崎直男共編 教育出版 1984
- 『詳説精神発達遅滞児の進路指導と卒業後指導』大南英明共編著 学習研究社 障害児教育指導技術双書 1984
- 『講座発達障害 第7巻 教育と福祉』江草安彦共責任編集 日本文化科学社 1989
- 『発達障害指導事典』編者代表 学習研究社 c1996
- 『生活中心教育の展開』監修 生活中心教育研究会編 大揚社 1998
- 『今を豊かに生活する 障害教育福祉論 保育所・福祉関係施設編』監修 名古屋恒彦,高倉誠一編著 大揚社 2001
- 『実践生活中心教育 今を主体的に生きるための生活の総合化』監修 千葉大学教育学部附属養護学校編著 学習研究社 2002

翻訳
- レスター・ターノポール編『学習障害児の心理と指導』中野善達, 堅田明義共訳編 日本文化科学社 1976

## 論文
- Cinii